# Praia de Canto Verde
Canto Verde é um praia brasileira localizada na cidade de Beberibe no estado do Ceará. Sua denominação vem do fato de que um dos primeiro moradores que se chamava Raimundo Canto Verde, daí derivou o nome "Praia do canto Verde".
Nessa praia está situada a vila de mesmo nome com, aproximadamente, 1300 habitantes. 
Na região dessa praia há uma reserva extrativista criada em 2009.